# Aristides Leão
Aristides Azevedo Pacheco Leão (Río de Janeiro, 3 de agosto de 1914 - São Paulo, 14 de diciembre de 1993) fue un neurofisiólogo, investigador y profesor universitario brasileño.
Gran Cruz de la Orden Nacional del Mérito Científico y miembro de la Academia Brasileña de Ciencias, Arístides descubrió y describió la depresión de propagación, que también se conoció como "la onda de Leão". Esta depresión es una reacción en la corteza cerebral que puede ser inducida por el tacto o por una descarga eléctrica Su descripción ayuda al diagnóstico de enfermedades como la epilepsia y la migraña. Se produce no sólo en el cerebro, sino también en otras estructuras neuronales.
Arístides fue presidente de la Academia Brasileña de Ciencias entre 1967 y 1981 y defendió a científicos perseguidos por la dictadura militar, además de haber creado publicaciones científicas y haber cerrado importantes colaboraciones científicas de la academia. Elegido presidente emérito de la institución, la biblioteca de la academia lleva ahora su nombre.
Arístides nació el 3 de agosto de 1914, de una familia tradicional de la ciudad de Río de Janeiro, siendo el menor de siete hermanos. Nunca conoció a su padre, Manoel Pacheco Leão, que murió poco antes de que Arístides naciera. Su madre, la pintora Francisca Azevedo Leão, crio a los niños sola, con la ayuda de su cuñado, el biólogo y director del Jardín Botánico de Río de Janeiro, Antônio Pacheco Leão, para ayudar en la educación de los niños. Mientras vivía en una casa grande en el barrio de Laranjeiras, la familia también fue ayudada por una niñera británica de la que no existen registros.
Arístides ingresó en la Facultad de Medicina de São Paulo, en 1932, a la edad de 18 años. Sin embargo, contrajo tuberculosis en su segundo año y tuvo que interrumpir el curso durante dos años,[20] yendo a tratarse a Belo Horizonte. Cuando se recuperó, decidió que le gustaría trabajar en la investigación científica y partió hacia Estados Unidos en 1941, donde fue admitido en la Facultad de Medicina de la Universidad de Harvard. Se licenció en 1942 y se doctoró en ciencias en 1943.

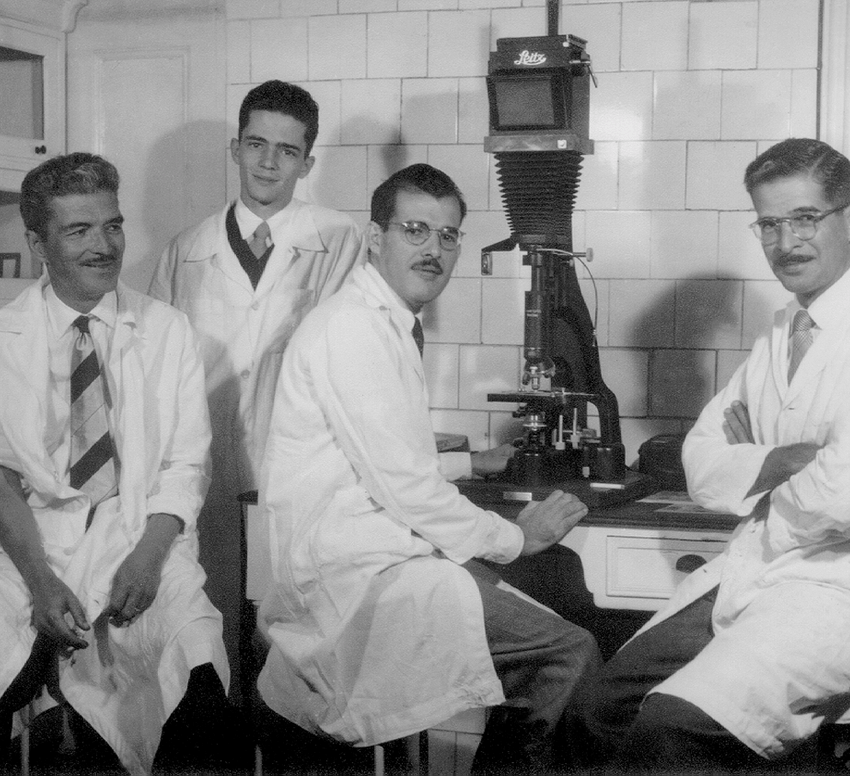
Equipo del Laboratorio de Biofísica

## Premios
El investigador también es recordado por su destacada actuación como presidente de la Academia Brasileña de Ciencias entre 1967 y 1981. Su contribución a la ciencia le hizo merecedor de importantes premios científicos, como el Premio Einstein en 1961; el Prêmio Almirante Álvaro Alberto en 1973 y el Premio Moinho Santista (actual Premio de la Fundación Bunge), en 1974 y 1977. También recibió un homenaje póstumo de la Academia Brasileña de Ciencias, cuya biblioteca lleva hoy su nombre, siendo elegido presidente emérito de esta institución el 20 de diciembre de 1993.

## Muerte
Arístides murió el 14 de diciembre de 1993, en São Paulo, a la edad de 79 años, debido a una insuficiencia respiratoria. Fue enterrado en Río de Janeiro, en la tumba familiar.

## Artículos científicos
- Leão, Aristides A. P. (1944a). "Spreading depression of activity in the cerebral cortex". J. Neurophysiology. 7 (6): 359–390. doi 10.1152/jn.1944.7.6.359
- Leão, Aristides A. P. (1944b). "Pial circulation and spreading depression of activity in the cerebral cortex". J. Neurophysiology. 7 (6): 391–396. doi 10.1152/jn.1944.7.6.391
- Leão, A. A. P.; Morison, R. S. (1945). "Propagation of spreading cortical depression". J. Neurophysiol. 8 (1): 22–45. doi 10.1152/jn.1945.8.1.33
- Leão, Aristides A. P. (1947). "Further observations on the spreading depression of activity in the cerebral cortex". J. Neurophysiology. 10 (6): 409–414.doi 10.1152/jn.1947.10.6.409